# Editura Hamangiu
Editura Hamangiu este o companie românească, cu capital privat, înființată în martie 2006, specializată în publicarea de carte juridică. Numele editurii a fost ales în memoria marelui jurist Constantin N. Hamangiu (1867-1932), consilier la Înalta Curte de Casație și Justiție, membru de onoare al Academiei Române, Ministru al Justiției și o figură reprezentativă pentru știința dreptului, autor și coautor al unor impresionante comentarii și tratate de drept civil, fondator al revistelor Pandectele Române și Pandectele Săptămânale, primul editor veritabil de carte juridică din România.
Lucrările publicate de Editura Hamangiu se înscriu în categoria cărților de drept constituțional, protecția drepturilor omului, dreptul Uniunii Europene, drept financiar și fiscal, drept internațional, drept administrativ, drept civil, drept procesual civil, dreptul afacerilor, dreptul familiei, dreptul muncii și securității sociale, dreptul proprietății intelectuale, drept penal, drept procesual penal și jurisprudența instanțelor judecătorești.
Editura Hamangiu are în portofoliu peste 1000 de apariții editoriale și colaborează cu autori prestigioși, profesori la cele mai importante facultăți de drept și specialiști recunoscuți în știința și practica juridică. Editura a lansat și un important proiect on-line: Biblioteca Hamangiu - prima bibliotecă virtuală juridică din România - adresată în special specialiștilor în drept, pentru documentare și perfecționare. Cărțile din biblioteca virtuală apar online simultan cu versiunea tipărită.